# Henry Källgren
Pour les articles homonymes, voir Källgren.
Henry Källgren dit Putte Källgren (né le 13 mars 1931 à Norrköping et mort le 21 janvier 2005 à Helsingborg) est un footballeur suédois des années 1950. de naissance

## Biographie
En tant qu'attaquant, Henry Källgren est international suédois à huit reprises (1953–1958) pour huit buts inscrits. Il participe à la Coupe du monde de football de 1958, à domicile, où il ne joue que le match contre le pays de Galles, en tant que titulaire. Il n'inscrit aucun but, ni ne prend de carton. La Suède termine finaliste de ce tournoi.
Il fait toute sa carrière avec l'IFK Norrköping, pendant neuf saisons, remportant quatre Allsvenskan, et terminant meilleur buteur du championnat en 1958 avec 27 buts, en compagnie de Bertil Johansson. Il est le meilleur du club avec 126 buts inscrits.

## Clubs
- 1951-1960 :  IFK Norrköping

## Palmarès
- Coupe du monde de football
  - Finaliste en 1958
- Coupe de Suède de football
  - Finaliste en 1953
- Championnat de Suède de football

- - Champion en 1952, en 1956, en 1957 et en 1960
  - Vice-champion en 1953, en 1958 et en 1959
- Meilleur buteur du championnat suédois
  - Récompensé en 1958